# Edward Hastings Chamberlin

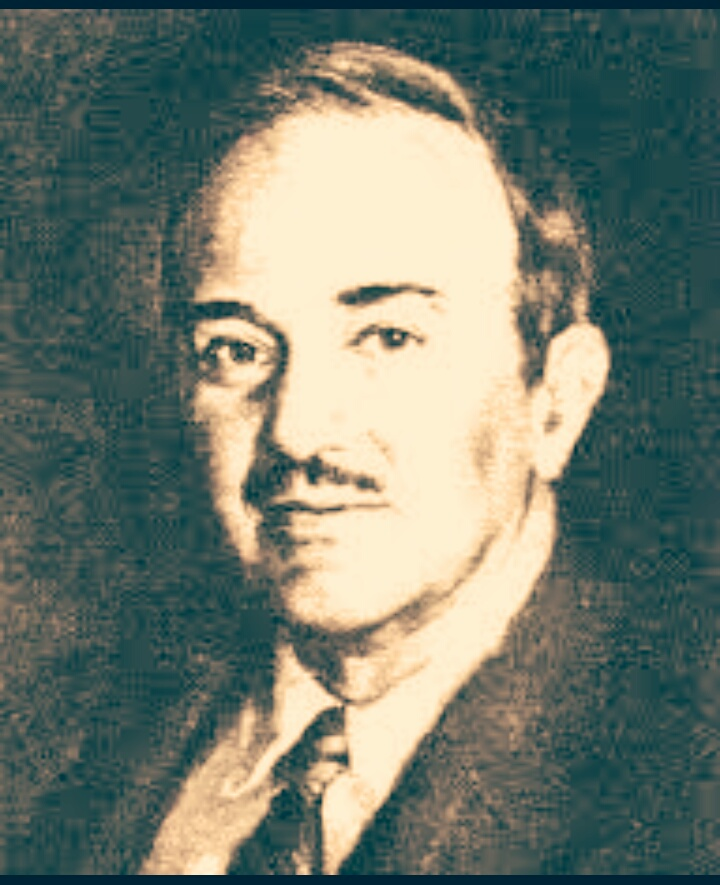
Edward Hastings Chamberlin

Edward Hastings Chamberlin (La Conner, 18 de mayo de 1899 - Cambridge, 16 de julio de 1967) fue un economista estadounidense, profesor en la Universidad Harvard.
En su obra The theory of monopolistic competition defiende la idea de que el mercado real se encuentra entre los modelos de competencia y de monopolio.
Obras:
- 1933: The theory of monopolistic competition
- 1957: Towards a more general theory of value